# Richard Fegley
 (janvier 2019).
Si vous disposez d'ouvrages ou d'articles de référence ou si vous connaissez des sites web de qualité traitant du thème abordé ici, merci de compléter l'article en donnant les références utiles à sa vérifiabilité et en les liant à la section « Notes et références ».
Pour les articles homonymes, voir Fegley.
Leon Richard Fegley, né le 29 novembre 1936 et mort le 15 septembre 2001 à Chicago, est un photographe américain.

## Carrière
Fegley débute dans la photographie pendant son service dans l'United States Air Force, et il suit par la suite les cours de l'Art Center College of Design à Pasadena en Californie. 
Il est engagé en tant que photographe indépendant par le magazine Playboy. Il y travaille pendant trente ans. 
Il photographie sa première playmate, Carol O'Neal, pour le numéro de juillet 1972.
En tout, il réalise les reportages photographiques pour 91 playmates - jusqu'à Kimberley Stanfield, Miss Juillet 2001, et notamment de nombreuses Playmates de l'Année : Monique St. Pierre (1979), Terri Welles (1980), Shannon Tweed (1981), Marianne Gravatte (1983), Kathy Shower (1986), Kimberley Conrad (1989), Corinna Harney (1992), Julie Cialini (1995), Karen McDougal (1998), Heather Kozar (1999).
Il réalise aussi de nombreuses couvertures pour le magazine et photographié plusieurs playmates devenues célèbres par ailleurs, telles que Erika Eleniak (Miss Juillet 1989), Kelly Monaco (Miss Avril 1997) et d'autres personnalités comme la star du porno Marilyn Chambers.
Il est mort à Chicago le 15 septembre 2001 d'un cancer.